# Hiroko Sadakane
Hiroko Sadakane (貞包紘子, Sadakane Hiroko) est une patineuse de vitesse sur piste courte japonaise.

## Biographie
Elle participe aux épreuves de patinage de vitesse sur piste courte aux Jeux olympiques de 2010.